# Euphorbia sooi
Euphorbia sooi är en törelväxtart som beskrevs av T.Simon. Euphorbia sooi ingår i släktet törlar, och familjen törelväxter. Inga underarter finns listade i Catalogue of Life.